# Monomorfisme

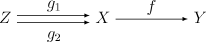
Morfismen f, g_{1} en g_{2} uit de tekst

In de context van de abstracte- of universele algebra is een monomorfisme een injectief homomorfisme. Een monomorfisme van {\displaystyle X} naar {\displaystyle Y} wordt vaak aangeduid door de notatie {\displaystyle X\hookrightarrow Y}.
In de meer algemene context van de categorietheorie is een monomorfisme een links-annuleerbaar morfisme, dat wil zeggen een morfisme {\displaystyle f\colon X\to Y} zodat voor alle morfismen {\displaystyle g_{1},g_{2}\colon Z\to X} geldt dat
{\displaystyle f\circ g_{1}=f\circ g_{2}\Rightarrow g_{1}=g_{2}.}
Monomorfismen zijn categoriale algemene vormen van injectieve functies. In sommige categorieën vallen de twee begrippen samen, maar monomorfismen zijn algemener.
De duale van een monomorfisme is een epimorfisme. Dat wil zeggen dat een monomorfisme in een categorie C een epimorfisme is in de duale categorie Cop.